# NGC 1937
NGC 1937 est un amas ouvert situé dans la constellation de la Dorade. Cet amas est situé dans le Grand Nuage de Magellan. Il a été découvert par l'astronome écossais James Dunlop en 1826.
Sur l'image de DSS, l'amas semble entouré d'une nébuleuse et son envergure est difficilement mesurable.